# Noaptea fricii 2
Noaptea fricii 2 sau Noaptea groazei 2 (în engleză Fright Night Part 2) este un film de groază american din 1988 regizat de Tommy Lee Wallace. Este o continuare a filmului Noaptea groazei (1985, r. Tom Holland) care, la rândul său, a avut un remake cu același nume în 2011 (r. Craig Gillespie). 
Rolurile principale au fost interpretate de actorii Roddy McDowall și William Ragsdale.

## Distribuție
- Roddy McDowall – Peter Vincent
- William Ragsdale – Charley Brewster
- Traci Lind – Alex Young
- Julie Carmen – Regine Dandrige
- Jon Gries – Louie
- Russell Clark – Belle
- Brian Thompson – Bozworth
- Merritt Butrick – Richie Green
- Ernie Sabella – Dr. Harrison
- Josh Richman – Fritzy
- Blair Tefkin – Bernice